# Claus Pedersen (cykelsport)
 Der er flere personer med dette navn, se Claus Pedersen.
Claus Georg Ørum Pedersen (født 19. oktober 1964 i Holstebro) er en dansk sportsdirektør for cykelholdet Airtox-Carl Ras. Den 1. februar 2024 overtog han 25% af holdets ejerskab fra sønnen og cykelrytteren  Mads. Han er desuden også far til cykelrytter Martin Pedersen.

## Karriere
Indtil 2018 havde han været vognmand i 35 år, og blev derefter ansat i cykelbutikken Empire Cycling, som er ejet af Per Bausager og sønnen Mads.
Fra starten af 2022-sæsonen blev han ledende sportsdirektør for det danske kontinentalhold Restaurant Suri-Carl Ras.